# Clyde T. Ellis
Clyde Taylor Ellis (* 21. Dezember 1908 bei Garfield, Benton County, Arkansas; † 9. Februar 1980 in Washington, D.C.) war ein US-amerikanischer Politiker. Zwischen 1939 und 1943 vertrat er den dritten Wahlbezirk des Bundesstaates Arkansas im US-Repräsentantenhaus.

## Werdegang
Clyde Ellis besuchte die öffentlichen Schulen in Fayetteville und studierte anschließend an der University of Arkansas unter anderem Jura. Er setzte sein Jurastudium dann an der George Washington University und der American University in Washington fort. Zwischenzeitlich arbeitete er von 1927 bis 1928 als Lehrer in Garfield und war von 1929 bis 1934 Schulaufseher dieser Stadt. Nach seiner im Jahr 1933 erfolgten Zulassung als Rechtsanwalt begann er seinen neuen Beruf in Bentonville auszuüben.
Ellis war Mitglied der Demokratischen Partei. Von 1933 bis 1935 war er Abgeordneter im Repräsentantenhaus von Arkansas; zwischen 1935 und 1939 gehörte er dem Staatssenat an. Im Jahr 1940 war er Delegierter zur Democratic National Convention, auf der Präsident Franklin D. Roosevelt zum dritten Mal als Präsidentschaftskandidat nominiert wurde. 1938 wurde Ellis in das US-Repräsentantenhaus gewählt, wo er am 3. Januar 1939 die Nachfolge von Claude A. Fuller antrat. Nach einer Wiederwahl im Jahr 1940 konnte er bis zum 3. Januar 1943 zwei Legislaturperioden im Kongress absolvieren. Im Jahr 1942 verzichtete er auf eine erneute Kandidatur. Stattdessen bewarb er sich erfolglos um die Nominierung seiner Partei als US-Senator.
Während der Endphase des Zweiten Weltkriegs war er von 1943 bis 1945 Offizier der US-Marine. Bis 1967 war er auch Geschäftsführer der National Rural Electric Cooperative Association, der Vereinigung der Stromerzeuger in ländlichen Gegenden. Zwischen 1968 und 1969 war Ellis Sonderberater des Landwirtschaftsministeriums. Von 1971 bis 1977 gehörte er dem Beraterstab von US-Senator John Little McClellan an. Danach arbeitete er bis 1979 wieder für das Landwirtschaftsministerium. Im August 1979 ging er in den Ruhestand. Clyde Ellis lebte zuletzt in Chevy Chase in Maryland. Er starb am 9. Februar 1980 in Washington und wurde auf dem Nationalfriedhof Arlington beigesetzt.